# Hughes Communications
Hughes Communications es un proveedor estadounidense de servicios de comunicaciones basadas en satélites. La compañía opera su negocio de satélites a través de su subsidiaria de propiedad total, HughesNet.
En 2011, Hughes fue adquirida por EchoStar en una operación valorada en EE. UU. $ 1,3 mil millones.

## Filiales

### Hughes Network Systems
Subsidiaria totalmente de su propiedad total, Hughes Network Systems es un proveedor de productos de redes de satélite de banda ancha para empresas y consumidores.  Con sede fuera de Washington D. C., en Germantown, Maryland, EE. UU., mantiene oficinas de ventas y apoyo en todo el mundo y emplea a aproximadamente 1.500 personas, en ingeniería, operaciones, marketing, ventas y soporte.  También cuenta con fábricas en Gaithersburg, Maryland.  Abrió por primera vez sus puertas en 1971, como una división de la filial fusionada con GM de Hughes Aircraft, Hughes Electronics, que se amplió en 1980 con la compra de M/A-COM Telecomunicaciones.  En enero de 2003, la compañía fue vendida a SkyTerra Comunicaciones.

### HughesNet
HughesNet es la marca bajo la cual Hughes Network Systems proporciona su tecnología y servicio de acceso unidireccional y bidireccional a Internet por satélite en Estados Unidos, Europa, Asia, y Sudamérica.  HughesNet ofrece acceso a Internet vía satélite en Estados Unidos en las áreas con una visión clara de sus satélite. Desde los Estados Unidos, estos satélites se encuentran en el cielo del sur.  Originalmente denominado como DirecPC y más tarde DIRECWAY, fue inicialmente comercializado a clientes de negocios como una oferta junto a su producto de consumo DIRECTV.  En octubre de 1996, operando como una entidad independiente, Hughes Communications se expande en el mercado de consumo, dirigiéndose principalmente a los consumidores "que trabajaban en casa y que de otro modo tenían que utilizar RDSI". Se cambió oficialmente de nombre el 27 de marzo de 2006. Los servicios de HughesNet se venden directamente en Norteamérica, y en Brasil, Europa y la India por los proveedores de servicios autorizados y revendedores. HughesNet ofrece velocidades de bajada entre 1 y 2 Mbit/s.
En Chile, HughesNet opera en 313 comunas.
Los planes de precios de HughesNet incluyen asignaciones o límites de datos (data allowances) diarios que, una vez alcanzados o superados, se traducen en una reducción de la velocidad de transferencia de datos a velocidades comparables a una conexión por línea conmutada (o dial-up). No tienen restricciones de datos mensuales, pero las prestaciones típicas de datos diarios están en o por debajo de los 500 MB. El paquete básico tradicionalmente viene con 250 MB por cada período de 24 horas, con paquetes más grandes disponibles a un precio mucho más elevado. Exceder las asignaciones de datos hace que la velocidad del abonado se reduzca hasta el día siguiente. A diferencia de otros servicios, tiene una "Zona de Descarga" ilimitada desde las 02 a. m. hasta las 08 a. m. cada día. Con el uso de un gestor de descargas, es posible sacar el máximo provecho de esta ventana para actualizaciones de software, descargas de juegos, etc.
La latencia es un problema grave con cualquier comunicación a los satélites en órbita geoestacionaria, ya que tarda aproximadamente un cuarto de segundo a la velocidad de la luz el viajar desde la Tierra hasta el satélite y volver. Esto se compara pobremente con las líneas de tierra de fibra óptica convencionales, que típicamente utilizan un treintavo de segundo o menos para cruzar un continente.
Hughesnet tiene un plazo de permanencia (contract period) de 24 meses. Hay altas cuotas de cancelación si el contrato se termina antes de tiempo. Al final del servicio, los clientes están obligados a retirar el equipo desde el tejado o a pagar una cuota sustancial. Alternativamente, HughesNet enviará un técnico para quitar el equipo con un coste de $ 100.
El 5 de julio de 2012 EchoStar lanzó su satélite EchoStar XVII. Este satélite proporcionó 100 Gbit/s de capacidad a su producto HughesNet.  En el 4T de 2012 HughesNet empezó a ofrecer su producto Gen4.  Este producto ofrece velocidades de Internet por satélite de dos vías hasta 15 Mbit/s y límites o asignaciones de datos de hasta 40 GB.
Los costes reales y/o planes de datos y límites diarios pueden cambiar y se actualizan en su página web.